# Bazylika św. Kamila de Lellis w Rzymie
Bazylika św. Kamila de Lellis w Rzymie (wł. Basilica di San Camillo de Lellis) – rzymskokatolicki kościół tytularny w Rzymie. 
Świątynia ta jest kościołem parafialnym oraz kościołem tytularnym, mającym również rangę bazyliki mniejszej.

## Lokalizacja
Bazylika znajduje się w XVII Rione Rzymu – Sallustiano przy Via Sallustiana 24. Główne wejście do świątyni jest od Via Piemonte.

## Patron
Patronem świątyni jest św. Kamil de Lellis – włoski zakonnik, założyciel Zakonu Kleryków Regularnych Posługujących Chorym, żyjący w latach 1550–1614.

## Historia
Architekt Tullio Passarelli rozpoczął budowę w 1906 roku. Kościół został konsekrowany w 1910 roku. Opiekę nad świątynią powierzono kamilianom.
W dniu 22 maja 1965 roku kościół otrzymał godność bazyliki mniejszej od papieża Pawła VI.

## Architektura i sztuka
Kościół jest trójnawowy z transeptem i półkolistą apsydą. Na końcach naw bocznych znajdują się kaplice w mniejszych absydach, które mają połowę wysokości apsydy środkowej.
Budowla jest z czerwonej cegły, natomiast detale architektoniczne z białego trawertynu z Tivoli.
W fasadzie umieszczono zostały trzy wejścia – większe środkowe prowadzące do nawy głównej i dwa mniejsze prowadzące do naw bocznych. Nad wejściem głównym umieszczono niewysoką arkadę zakończoną po obu stronach kioskami, na których leżą kamienne lwy. W tympanonie umieszczono płaskorzeźbę przedstawiającą Chrystusa ze św. Kamilem de Lellis i biednymi. Na pasie poniżej wyobrażono owce adorujące krzyż. Archiwolta została ozdobiona rzeźbionymi scenami biblijnymi, kapitele kolumn są rzeźbione w ornamenty roślinne, w których umieszczono zwierzęta, m.in. smoki. Pośrodku fasady znajduje się duże, rozetowe okno z ośmioma „płatkami”. Ma ono szerokie obramowanie, z którym bezpośrednio sąsiadują cztery tablice z symbolami ewangelistów (u góry orzeł, po prawej wół, po lewej lew, na dole anioł). Nad wejściami bocznymi znajdują się mniejsze rozety. Na fasadzie umieszczono dość liczne wsporniki zdobione maszkaronami.
Nawa główna, nawy boczne i transept mają sklepienia krzyżowe. We wnętrzu powyżej arkad oddzielających nawę główną od bocznych biegnie fryz zdobiony płaskorzeźbami ze scenami z życia patrona bazyliki. Z kolei nad fryzem umieszczono nisze z posągami świętych. Dekorowane płaskorzeźbami są również kapitele kolumn. Witraże nawy przedstawiają dwunastu apostołów, natomiast witraże transeptu Matkę Bożą z Dzieciątkiem i Chrystusa z aniołami.
Witraże prezbiterium przedstawiają Chrystusa i czterech ewangelistów. W centralnej części apsydy, we wnęce będącej miniaturą bramy wejściowej, umieszczono figurę św. Kamila de Lellis, dzieło Alberto Galli z 1911 roku. W ołtarzu głównym, poniżej figury patrona bazyliki, są płaskorzeźby przedstawiające świętych znanych z uczynków miłosierdzia. 

## Kardynałowie prezbiterzy
Bazylika św. Kamila de Lellis jest jednym z kościołów tytularnych nadawanych kardynałom-prezbiterom (Titulus Sancti Camilli de Lellis ad Hortos Sallustianos). Tytuł ten został ustanowiony 5 lutego 1965 roku przez papieża Pawła VI.
- Paul Zoungrana MAfr (1965-2000)
- Juan Luis Cipriani Thorne (2001-nadal)